# Florence Okoe
Florence Okoe (* 12. November 1984 in Mpraeso, Kwahu South District, Ghana) ist eine ghanaische Fußballspielerin.

## Leben

### Karriere
Okoe begann ihre Karriere bei den La Ladies in Accra, bevor sie im Frühjahr 2008 zu den Ghatel Ladies of Accra wechselte. Nach anderthalb Jahren bei den Ghatel Ladies, ging sie im Sommer 2009 mit ihrer Landsfrau Rumanatu Tahiru in die Frauen-Bundesliga zu Tennis Borussia Berlin. Sie spielte in 21 Ligaspielen für TeBe, kehrte jedoch nach dem Abstieg in die 2. Bundesliga dem Verein den Rücken und ging zurück nach Ghana, wo sie bei den  Madonna Ladies unterschrieb. Sie spielte rund drei Jahre für die Madonna Ladies, bevor sie im September 2013 zum Immigration FC wechselte, der Fußballmannschaft des Ghana Police Service, mit dem Schwerpunkt Immigration. Nach einem halben Jahre bei den Immigration Ladies, spielte sie ein halbes Jahr für die Madonna Ladies, bevor sie im Mai 2014 zu den in Kumasi ansässigen Police Ladies ging.

#### Nationalmannschaft
Okoe steht seit 2002 im Kader für die Ghanaische Fußballnationalmannschaft der Frauen und nahm an den Weltmeisterschaften 2003 und 2007 teil. Seit dem Karriereende von Adjoa Bayor ist sie stellvertretende Mannschaftskapitänin bei den Black Queens.

### Sonstiges
Neben ihrer aktiven Karriere ist Okoe  Polizistin des Ghana Police Service in Accra. Nach dem Abschluss an der Upper East Regional Police Training School in Bolgatanga im September 2013, arbeitete sie zunächst für den Ghana Immigration Service des GPS Ghana.